# Mannschaftskader der Primera División (Schach) 1981
Die Liste der Mannschaftskader der Primera División (Schach) 1981 enthält alle Spieler, die in der spanischen Primera División im Schach 1981 mindestens eine Partie spielten, mit ihren Einzelergebnissen.

## Allgemeines
Während sieben Mannschaften mit je fünf eingesetzten Spielern auskamen, spielten bei Asociación Barcinona sieben Spieler mindestens eine Partie. Insgesamt kamen 54 Spieler zum Einsatz, von denen 20 an allen Wettkämpfen teilnahmen.
Punktbester Spieler war Ángel Martín González (CE Vulcà Barcelona) mit 8 Punkten aus 9 Partien. Alejandro Pablo Marín (UGA Barcelona) erreichte 7,5 Punkte aus 9 Partien, Manuel Rivas Pastor (Círculo Mercantil Sevilla) 7 Punkte aus 9 Partien. Kein Spieler erreichte 100 %, das prozentual beste Ergebnis gelang ebenfalls Martín González.

## Legende
Die nachstehenden Tabellen enthalten folgende Informationen:
- Nr.: Ranglistennummer
- Titel: FIDE-Titel; GM = Großmeister, IM = Internationaler Meister
- Land: Verbandszugehörigkeit gemäß Elo-Liste von Juli 1981; COL = Kolumbien, ESP = Spanien, PER = Peru, SWE = Schweden
- Elo: Elo-Zahl in der Elo-Liste von Juli 1981
- G: Anzahl Gewinnpartien
- R: Anzahl Remispartien
- V: Anzahl Verlustpartien
- Pkt.: Anzahl der erreichten Punkte
- Partien: Anzahl der gespielten Partien

## CE Vulcà Barcelona
| Nr. | Titel | Name                         | Land | Elo  | G | R | V | Pkt. | Partien |
| --- | ----- | ---------------------------- | ---- | ---- | - | - | - | ---- | ------- |
| 1   | GM    | Orestes Rodríguez Vargas     | PER  | 2440 | 5 | 3 | 1 | 6,5  | 9       |
| 2   | GM    | Juan Manuel Bellón López     | ESP  | 2400 | 4 | 5 | 0 | 6,5  | 9       |
| 3   |       | Ángel Martín González        | ESP  | 2405 | 7 | 2 | 0 | 8    | 9       |
| 4   | IM    | Francisco Javier Sanz Alonso | ESP  | 2360 | 0 | 3 | 1 | 1,5  | 4       |
| 5   |       | Víctor Manuel Vehí Bach      | ESP  | 2295 | 3 | 1 | 1 | 3,5  | 5       |

## UGA Barcelona
| Nr. | Titel | Name                               | Land | Elo  | G | R | V | Pkt. | Partien |
| --- | ----- | ---------------------------------- | ---- | ---- | - | - | - | ---- | ------- |
| 1   | GM    | Arturo Pomar Salamanca             | ESP  | 2400 | 1 | 5 | 2 | 3,5  | 8       |
| 2   |       | Francisco Javier Ochoa de Echagüen | ESP  | 2405 | 4 | 4 | 1 | 6    | 9       |
| 3   | IM    | José Luis Fernández García         | ESP  | 2420 | 4 | 5 | 0 | 6,5  | 9       |
| 4   |       | Alejandro Pablo Marín              | ESP  | 2345 | 7 | 1 | 1 | 7,5  | 9       |
| 5   |       | Alfredo Rosich Valles              | ESP  |      | 0 | 1 | 0 | 0,5  | 1       |

## CE Olot
| Nr. | Titel | Name                            | Land | Elo  | G | R | V | Pkt. | Partien |
| --- | ----- | ------------------------------- | ---- | ---- | - | - | - | ---- | ------- |
| 1   | IM    | Óscar Humberto Castro Rojas     | COL  | 2415 | 3 | 3 | 3 | 4,5  | 9       |
| 2   |       | Rafael González Maza            | ESP  | 2270 | 2 | 3 | 3 | 3,5  | 8       |
| 3   |       | Miguel Ángel Nepomuceno Salcedo | ESP  |      | 1 | 4 | 4 | 3    | 9       |
| 4   |       | Carles Casacuberta Vergés       | ESP  |      | 4 | 3 | 1 | 5,5  | 8       |
| 5   |       | Josep María Mir Codina          | ESP  |      | 0 | 1 | 1 | 0,5  | 2       |

## Círculo Mercantil Sevilla
| Nr. | Titel | Name                     | Land | Elo  | G | R | V | Pkt. | Partien |
| --- | ----- | ------------------------ | ---- | ---- | - | - | - | ---- | ------- |
| 1   | IM    | Manuel Rivas Pastor      | ESP  | 2470 | 5 | 4 | 0 | 7    | 9       |
| 2   |       | Ricardo Montecatine Rios | ESP  | 2265 | 1 | 5 | 2 | 3,5  | 8       |
| 3   |       | Leonardo García Junco    | ESP  |      | 0 | 4 | 5 | 2    | 9       |
| 4   |       | Eduardo Niehus Hiller    | ESP  |      | 1 | 6 | 2 | 4    | 9       |
| 5   |       | Juan José Lasarte Salas  | ESP  |      | 0 | 0 | 1 | 0    | 1       |

## CA Peña Rey Ardid Bilbao
| Nr. | Titel | Name                         | Land | Elo  | G | R | V | Pkt. | Partien |
| --- | ----- | ---------------------------- | ---- | ---- | - | - | - | ---- | ------- |
| 1   |       | Juan Mario Gómez Esteban     | ESP  | 2285 | 2 | 4 | 3 | 4    | 9       |
| 2   |       | Pedro María Zabala Bilbao    | ESP  |      | 1 | 3 | 4 | 2,5  | 8       |
| 3   |       | Eleazar Ortiz Herranz        | ESP  |      | 2 | 4 | 1 | 4    | 7       |
| 4   |       | Rafael Álvarez Ibarra        | ESP  |      | 4 | 3 | 1 | 5,5  | 8       |
| 5   |       | Juan Carlos Fernández García | ESP  |      | 0 | 1 | 3 | 0,5  | 4       |

## Círculo Mercantil San Sebastián
| Nr. | Titel | Name                            | Land | Elo | G | R | V | Pkt. | Partien |
| --- | ----- | ------------------------------- | ---- | --- | - | - | - | ---- | ------- |
| 1   |       | Francisco Gallego Eraso         | ESP  |     | 2 | 5 | 2 | 4,5  | 9       |
| 2   |       | Félix Izeta Txabarri            | ESP  |     | 2 | 4 | 3 | 4    | 9       |
| 3   |       | Antonio Serras Uría             | ESP  |     | 0 | 8 | 1 | 4    | 9       |
| 4   |       | Juan Francisco Ezpeleta Pradera | ESP  |     | 0 | 3 | 0 | 1,5  | 3       |
| 5   |       | Julia Gallego Eraso             | ESP  |     | 1 | 3 | 2 | 2,5  | 6       |

## CA Gambito Valencia
| Nr. | Titel | Name                       | Land | Elo  | G | R | V | Pkt. | Partien |
| --- | ----- | -------------------------- | ---- | ---- | - | - | - | ---- | ------- |
| 1   | IM    | Jaan Eslon                 | SWE  | 2445 | 3 | 5 | 1 | 5,5  | 9       |
| 2   |       | Rafael Mari Sancho         | ESP  | 2265 | 2 | 6 | 1 | 5    | 9       |
| 3   |       | Ramón Navarro Lerma        | ESP  |      | 0 | 1 | 3 | 0,5  | 4       |
| 4   |       | José María Macián Estelles | ESP  |      | 1 | 2 | 4 | 2    | 7       |
| 5   |       | Juan Zapater Ros           | ESP  |      | 1 | 5 | 1 | 3,5  | 7       |

## CE Terrassa
| Nr. | Titel | Name                    | Land | Elo  | G | R | V | Pkt. | Partien |
| --- | ----- | ----------------------- | ---- | ---- | - | - | - | ---- | ------- |
| 1   | IM    | Ricardo Calvo Mínguez   | ESP  | 2420 | 0 | 0 | 4 | 0    | 4       |
| 2   | IM    | Miquel Farré i Mallofré | ESP  |      | 0 | 6 | 1 | 3    | 7       |
| 3   |       | Xavier Mateu i Palau    | ESP  |      | 3 | 3 | 3 | 4,5  | 9       |
| 4   |       | Juan Pomés Marcet       | ESP  |      | 1 | 5 | 1 | 3,5  | 7       |
| 5   |       | Joan Mora Amella        | ESP  |      | 2 | 1 | 1 | 2,5  | 4       |
| 6   |       | Emili Simón Padrós      | ESP  |      | 0 | 5 | 0 | 2,5  | 5       |

## CA La Caja de Canarias
| Nr. | Titel | Name                          | Land | Elo  | G | R | V | Pkt. | Partien |
| --- | ----- | ----------------------------- | ---- | ---- | - | - | - | ---- | ------- |
| 1   | IM    | José García Padrón            | ESP  | 2370 | 0 | 8 | 1 | 4    | 9       |
| 2   |       | Augusto Menvielle Lacourrelle | ESP  | 2315 | 2 | 0 | 1 | 2    | 3       |
| 3   |       | Juan Pedro Domínguez Sanz     | ESP  | 2290 | 3 | 5 | 0 | 5,5  | 8       |
| 4   |       | Pedro Lezcano Montalvo        | ESP  | 2275 | 0 | 2 | 3 | 1    | 5       |
| 5   |       | Ángel Fernández Fernández     | ESP  |      | 0 | 2 | 2 | 1    | 4       |
| 6   |       | María del Pino García Padrón  | ESP  | 2115 | 1 | 3 | 3 | 2,5  | 7       |

## Asociación Barcinona
| Nr. | Titel | Name                   | Land | Elo  | G | R | V | Pkt. | Partien |
| --- | ----- | ---------------------- | ---- | ---- | - | - | - | ---- | ------- |
| 1   |       | Josep Parés Vives      | ESP  | 2280 | 1 | 3 | 2 | 2,5  | 6       |
| 2   |       | Luís González Mestres  | ESP  | 2350 | 0 | 0 | 3 | 0    | 3       |
| 3   |       | Gregorio García Conesa | ESP  | 2280 | 0 | 2 | 5 | 1    | 7       |
| 4   |       | Josep Garriga Nualart  | ESP  | 2300 | 3 | 2 | 2 | 4    | 7       |
| 5   |       | Lluís Coll Enriquez    | ESP  |      | 4 | 4 | 1 | 6    | 9       |
| 6   |       | Felipe Tosán Pereira   | ESP  |      | 0 | 2 | 1 | 1    | 3       |
| 7   |       | Lluís Viladot Serra    | ESP  |      | 0 | 1 | 0 | 0,5  | 1       |